# Turnaca fajardoi
Turnaca fajardoi är en fjärilsart som beskrevs av Alexander Schintlmeister 1993. Turnaca fajardoi ingår i släktet Turnaca och familjen tandspinnare. Inga underarter finns listade i Catalogue of Life.